# Beauchêne (Orne)
Beauchêne is een voormalige gemeente in de Franse regio Normandië en telt 243 inwoners (2009). Het maakt deel uit van het departement Orne, het arrondissement Argentan en het kanton Domfront en Poiraie.

## Geschiedenis
Tot 1 januari 2015 was Beauchêne een zelfstandige gemeente. Op die datum werd het met Frênes, Larchamp, Saint-Cornier-des-Landes, Saint-Jean-des-Bois, Tinchebray en Yvrandes samengevoegd tot de nieuwe fusiegemeente Tinchebray-Bocage.

## Geografie
De oppervlakte van Beauchêne bedraagt 10,42 km², de bevolkingsdichtheid is 23 inwoners per km².
De onderstaande kaart toont de ligging van Beauchêne (Orne) met de belangrijkste infrastructuur en aangrenzende gemeenten.

## Demografie
Onderstaande figuur toont het verloop van het inwonertal (bron: INSEE-tellingen).

## Toponymie
Beauchêne (Beauquesne in 1494) betekent "Mooie Eik"
Beauchêne · Frênes · Larchamp · Saint-Cornier-des-Landes · Saint-Jean-des-Bois · Tinchebray · Yvrandes